# Martín Zúñiga (ur. 1993)
Martín Eduardo Zúñiga Barria (ur. 14 kwietnia 1993 w Tapachuli) – meksykański piłkarz pochodzenia panamskiego występujący na pozycji napastnika, od 2024 zawodnik kosowskiego Feronikeli.

## Kariera klubowa
Zúñiga, syn Meksykanina i Panamki, pochodzi z miasta Tapachula w stanie Chiapas, jednak jest wychowankiem akademii juniorskiej zespołu Club América z siedzibą w stołecznym miasta Meksyk, w której rozpoczął treningi jako czternastolatek. Podczas kolejnych sezonów był kluczowym piłkarzem młodzieżowych drużyn klubu – ogółem w juniorskich ekipach w 114 meczach zdobył 66 goli, zdobył cztery krajowe mistrzostwa do lat dwudziestu, został królem strzelców ligi w tej samej kategorii i wicekrólem strzelców Copa Libertadores U-20 w 2012 roku. Do treningów seniorskiej drużyny został włączony już przez chilijskiego szkoleniowca Carlosa Reinoso, lecz w Liga MX zadebiutował dopiero za kadencji trenera Miguela Herrery, 22 września 2012 w zremisowanym 1:1 spotkaniu z Cruz Azul. W wiosennym sezonie Clausura 2013 zdobył z Américą mistrzostwo Meksyku, jednak nie zanotował wówczas ani jednego występu, pozostając głębokim rezerwowym dla graczy takich jak Christian Benítez czy Raúl Jiménez.
Latem 2013 Zúñiga powrócił w rodzinne strony, udając się na wypożyczenie do klubu Chiapas FC z miasta Tuxtla Gutiérrez. Tam zdobył swojego premierowego gola w najwyższej klasie rozgrywkowej, 31 sierpnia 2013 w wygranej 3:1 konfrontacji z Tijuaną, a ogółem w drużynie Chiapas spędził rok, regularnie pojawiając się na ligowych boiskach, jednak wyłącznie w roli rezerwowego. Po powrocie do Amériki, w jesiennych rozgrywkach Apertura 2014, wywalczył z ekipą prowadzoną przez szkoleniowca Antonio Mohameda swój drugi tytuł mistrza Meksyku, pozostając jednak wówczas wyłącznie rezerwowym dla Oribe Peralty. W 2015 roku zajął natomiast drugie miejsce w krajowym superpucharze – Campeón de Campeones, a także triumfował w najbardziej prestiżowych rozgrywkach Ameryki Północnej – Lidze Mistrzów CONCACAF, zostając wybranym przez federację najlepszym młodym zawodnikiem tego turnieju. W grudniu wziął udział w Klubowych Mistrzostwach Świata, na których América zajęła piąte miejsce, a on sam zdobył gola w meczu z kongijskim TP Mazembe (2:1).
W styczniu 2016 Zúñiga został wypożyczony do walczącego o utrzymanie zespołu Dorados de Sinaloa z siedzibą w Culiacán. Mimo regularnych występów nie pomógł jednak ekipie w uniknięciu spadku do drugiej ligi na koniec rozgrywek 2015/2016, zaś bezpośrednio po tym po raz drugi w karierze udał się na wypożyczenie do Chiapas FC.
| Sezon     | Klub               | Kraj   | Rozgrywki | Mecze | Bramki |
| --------- | ------------------ | ------ | --------- | ----- | ------ |
| 2012/2013 | Club América       | Meksyk | Liga MX   | 4     | 0      |
| 2013/2014 | Chiapas FC         | Meksyk | Liga MX   | 19    | 2      |
| 2014/2015 | Club América       | Meksyk | Liga MX   | 13    | 0      |
| 2015/2016 | Club América       | Meksyk | Liga MX   | 5     | 0      |
| 2015/2016 | Dorados de Sinaloa | Meksyk | Liga MX   | 12    | 2      |
| 2016/2017 | Chiapas FC         | Meksyk | Liga MX   |       |        |

## Kariera reprezentacyjna
W 2014 roku Zúñiga został powołany przez szkoleniowca Raúla Gutiérreza do reprezentacji Meksyku U-23 na prestiżowy towarzyski Turniej w Tulonie. Tam wystąpił w trzech z czterech możliwych meczów, ani razu nie wpisując się na listę strzelców, zaś jego kadra zajęła ostatecznie trzecią lokatę w grupie i nie awansowała do dalszej fazy. Kilka miesięcy później znalazł się w składzie na Igrzyska Ameryki Środkowej i Karaibów w Veracruz, gdzie rozegrał trzy z pięciu spotkań, z czego dwa w wyjściowym składzie i zdobył trzy bramki – wszystkie w konfrontacji fazy grupowej z Jamajką (5:0). Meksykanie, będący wówczas gospodarzami igrzysk, wywalczyli natomiast złoty medal na męskim turnieju piłkarskim, wygrywając w finale z Wenezuelą (4:1). W 2015 roku ponownie wziął udział w Turnieju w Tulonie; tam, podobnie jak poprzednio, pojawił się na boisku w trzech spotkaniach, strzelając ponadto gola w pojedynku z Anglią (2:1), jednak jego drużyna po zajęciu trzeciego miejsca w grupie znów nie zakwalifikowała się do dalszych gier.
W lipcu 2015 Zúñiga znalazł się w ogłoszonym przez Gutiérreza składzie na Igrzyska Panamerykańskie w Toronto. Tam pełnił rolę podstawowego zawodnika swojego zespołu, rozgrywając cztery z pięciu możliwych spotkań i dwukrotnie wpisał się na listę strzelców – w fazie grupowej z Paragwajem (1:1) i Trynidadem i Tobago (4:2). Meksykanie dotarli wówczas do finału, w którym przegrali ostatecznie z Urugwajem (0:1) i tym samym zdobyli srebrny medal igrzysk.